# Around the Sun
Around the Sun er et studiealbum af det amerikanske alternative rockband R.E.M. udgivet 4. oktober 2004.

## Spor
Alle sange er skrevet af Peter Buck, Mike Mills og Michael Stipe.
1. "Leaving New York" – 4:49
2. "Electron Blue" – 4:12
3. "The Outsiders" (feat. Q-Tip) – 4:14
4. "Make It All Okay" – 3:43
5. "Final Straw" – 4:06
6. "I Wanted to Be Wrong" – 4:34
7. "Wanderlust" – 3:04
8. "Boy in the Well" – 5:22
9. "Aftermath" – 3:52
10. "High Speed Train" – 5:03
11. "The Worst Joke Ever" – 3:37
12. "The Ascent of Man" – 4:07
13. "Around the Sun" – 4:29

## Hitlister
| Chart (2004)                      | Peak position |
| --------------------------------- | ------------- |
| Australian ARIA Albums Chart      | 6             |
| Austrian Albums Chart             | 1             |
| Belgian Albums Chart (Flanders)   | 5             |
| Belgian Albums Chart (Wallonia)   | 5             |
| Canadian Albums Chart             | 7             |
| Danish Albums Chart               | 2             |
| Dutch Albums Chart                | 7             |
| Finnish Albums Chart              | 3             |
| French SNEP Albums Chart          | 9             |
| German Media Control Albums Chart | 1             |
| Italian Albums Chart              | 1             |
| Japanese Oricon Albums Chart      | 28            |
| New Zealand Albums Chart          | 12            |
| Norwegian VG-lista Albums Chart   | 1             |
| Portuguese Albums Chart           | 11            |
| Swedish Albums Chart              | 1             |
| Swiss Albums Chart                | 1             |
| UK Albums Chart                   | 1             |
| U.S. Billboard 200                | 13            |

| Hitliste (2004)                 | Placering |
| ------------------------------- | --------- |
| Austrian Albums Chart           | 37        |
| Belgian Albums Chart (Flanders) | 47        |
| Belgian Albums Chart (Wallonia) | 71        |
| Dutch Albums Chart              | 83        |
| Italian Albums Chart            | 23        |
| Swedish Albums Chart            | 19        |
| Swiss Albums Chart              | 17        |
| UK Albums Chart                 | 83        |